# Лексінгтон (Теннессі)
Лексінгтон (англ. Lexington) — місто (англ. city) в США, в окрузі Гендерсон штату Теннессі. Населення — 7956 осіб (2020).

## Географія
Лексінгтон розташований за координатами 35°39′17″ пн. ш. 88°24′41″ зх. д. / 35.65472° пн. ш. 88.41139° зх. д. (35.654669, -88.411295).  За даними Бюро перепису населення США в 2010 році місто мало площу 32,16 км², з яких 31,73 км² — суходіл та 0,43 км² — водойми.

## Демографія
Згідно з переписом 2010 року, у місті мешкали 7652 особи в 3173 домогосподарствах у складі 2042 родин. Густота населення становила 238 осіб/км².  Було 3603 помешкання (112/км²).
Расовий склад населення:
| - 80,5 % — білих - 14,3 % — чорних або афроамериканців - 0,5 % — азіатів - 0,2 % — корінних американців - 1,5 % — осіб інших рас |

До двох чи більше рас належало 3,0 %. Частка іспаномовних становила 3,3 % від усіх жителів.
За віковим діапазоном населення розподілялося таким чином: 23,9 % — особи молодші 18 років, 60,0 % — особи у віці 18—64 років, 16,1 % — особи у віці 65 років та старші. Медіана віку мешканця становила 39,2 року. На 100 осіб жіночої статі у місті припадало 86,8 чоловіків;  на 100 жінок у віці від 18 років та старших — 82,1 чоловіків також старших 18 років.
Середній дохід на одне домашнє господарство  становив 52 633 долари США (медіана — 42 337), а середній дохід на одну сім'ю — 62 866 доларів (медіана — 53 725). Медіана доходів становила 40 525 доларів для чоловіків та 30 333 долари для жінок. За межею бідності перебувало 20,8 % осіб, у тому числі 26,6 % дітей у віці до 18 років та 8,6 % осіб у віці 65 років та старших.
Цивільне працевлаштоване населення становило 2971 особа. Основні галузі зайнятості: освіта, охорона здоров'я та соціальна допомога — 22,8 %, роздрібна торгівля — 16,6 %, виробництво — 16,2 %.